# Damon Dash
Pour les articles homonymes, voir Dash.
Damon Dash, né le 3 mai 1971 à New York, est un entrepreneur, producteur de musique, acteur et réalisateur américain.

## Biographie
En 1995, il fonde le label Roc-A-Fella Records avec Kareem « Biggs » Burke et Jay-Z. Il sera d'ailleurs le manager de ce dernier pendant de nombreuses années, avant que les deux compères ne se séparent.
En 2003, il produit le second album de Victoria Beckham, Come Together qui ne sera jamais commercialisé et le double single Let Your Head Go/This Groove.
En 2004, il vend ses parts du label à Def Jam et crée, avec Kareem Burke, Dame Dash Music Group, sur lequel il signe d'anciens rappeurs de Roc-A-Fella Records.
Damon Dash a également fait quelques apparitions au cinéma, notamment dans le film Highlander: Endgame sorti en 2001. Il est aussi connu pour être le dernier petit ami de la chanteuse de RnB, Aaliyah, jusqu'à sa mort. Il est également le cousin de l'actrice Stacey Dash. Il est le père de deux filles Ava et Tallulah qui sont aussi les filles de Rachel Roy.
Son neveu, Da$h, fait partie du collectif de hip-hop d'A$AP Rocky, A$AP Mob.

## Filmographie

### Réalisateur
- 2002 : Paper Soldiers (en)
- 2003 : Death of a Dynasty
- 2005 : State Property 2 : Règlement de comptes

### Acteur
- 1998 : Streets Is Watching d'Abdul Malik Abbott (vidéo) : Damon
- 2000 : On / Off (Backstage) de Chris Fiore : Lui-même
- 2001 : Highlander: Endgame de Douglas Aarniokoski : Carlos
- 2002 : State Property (en) d'Abdul Malik Abbott : "Boss" Dame
- 2002 : Paid in Full de Charles Stone III : Cruiser
- 2003 : Death of a Dynasty de Damon Dash : Harlem / Lui-même
- 2004 : Fade to Black de Pat Paulson et Michael John Warren (vidéo) : Lui-même
- 2005 : State Property 2 : Règlement de comptes de Damon Dash : Dame

### Producteur
- 1998 : Streets Is Watching d'Abdul Malik Abbott (vidéo)
- 2000 : On / Off (Backstage) de Chris Fiore
- 2002 : State Property (en) d'Abdul Malik Abbott
- 2002 : Paid in Full de Charles Stone III
- 2003 : Death of a Dynasty de Damon Dash
- 2004 : Peur du loup (The Woodsman) de Nicole Kassell
- 2005 : State Property 2 : Règlement de comptes de Damon Dash
- 2005 : Shadowboxer de Lee Daniels
- 2007 : Weapons d'Adam Bhala Lough
- 2008 : Tennessee d'Aaron Woodley

### Scénariste
- 1998 : Streets Is Watching d'Abdul Malik Abbott (vidéo)
- 2002 : Paper Soldiers (en) de Damon Dash (non crédité)
- 2005 : State Property 2 : Règlement de comptes de Damon Dash